# Thomas Robert Soderstrom
Thomas Robert Soderstrom  (né le 9 janvier 1936 à Chicago, mort le 1er septembre 1987) est un botaniste et agrostologue américain.
Son domaine d'étude de prédilection fut la famille des Graminées ou Poaceae. Il fut le conservateur des graminées au National Museum of Natural History (Muséum national d'histoire naturelle) à Washington pendant quelque vingt années.

## Biographie
En 1957, Thomas Robert Soderstrom obtient un baccalauréat universitaire en biologie (BSc) à l'université de l'Illinois et s'inscrit à l'école d'études supérieures (graduate school ) à l'université Yale, où il obtient une maîtrise ès sciences en biologie l'année suivante et un doctorat en botanique en 1961.
Il rejoint le Muséum national en 1960 comme conservateur adjoint. Il devient par la suite une autorité en taxonomie et biologie des bambous, publiant environ 40 articles sur ces sujets et entreprenant des tournées de conférences dans de nombreux pays, notamment à la Conférence internationale sur les bambous qui s'est tenue en 1985 à Porto Rico.
Son domaine de travail s'étendait à diverses régions d'Amérique latine, d'Afrique et d'Asie. Il fut non seulement un des membres fondateurs de l'Association de biologie tropicale, mais a également été membre de la Société linnéenne de Londres, de l'Association américaine pour l'avancement des sciences, et associé honoraire de la Société botanique du Brésil. Malgré des problèmes de santé, il entreprit l'organisation du premier symposium international sur la « systématique et l'évolution des graminées » qui s'est tenu à l'Institut Smithsonian en juillet 1986.
Un de ses collaborateurs fut Cleofé E. Calderón (1929–2007), agrostologue d'origine argentine.

## Hommages
Plusieurs taxons ont reçu des noms en hommage à Thomas Robert Soderstrom : Soderstromia, Ilex soderstromii, Anthurium soderstromii, Lessingianthus soderstromii, Vriesea soderstromii, Ouratea soderstromii, Cryptochloa soderstromii, Ocellochloa soderstromii, Poa soderstromii, Raddia soderstromii.

## Quelques publications
- Soderstrom, TR; FO Zuloaga. 1989. A revision of the genus Olyra and the new segregate genus Parodiolyra (Poaceae, Bambusoideae, Olyreae). Ed. Smithsonian. pp. iv, 79
- Judziewicz, EJ; TR Soderstrom. 1989. Morphological, anatomical, and taxonomic studies in Anomochloa and Streptochaeta (Poaceae, Bambusoideae). Ed. Smithsonian. pp. iii, 52
- Soderstrom, TR; RP Ellis; EJ Judziewicz. 1989. The Phareae & Streptogyneae (Poaceae) of Sri Lanka : a morphological-anatomical study. 27 p. 8 fig.
- Soderstrom, TR. 1987. Grass Systematics & Evolution. Ed. Smithsonian. 4to, pp. xiv, 473.  (ISBN 0-87474-300-1)
- Zuloaga, FO; TR Soderstrom. 1985. Classification of the outlying species of New World Panicum (Poaceae: Paniceae). Ed. Smithsonian. Contrib.Botany nº 59: pp. 1–63, 25 fig. 2 tablas
- Sendulsky, T; TR Soderstrom. 1984. Revision of the South American genus Otachyrium (Poaceae, Panicoideae). éd. Smithsonian.
- Calderon, CE; TR Soderstrom. 1973.  Morphological & anatomical considerations of the grass subfamily Bambusoideae based on the new genus Maclurolyra. éd. Smithsonian. pp. iii, 55
- Soderstrom, TR. 1967. Taxonomic study of subgenus Podosemum & section Epicampes of Muhlenbergia (Gramineae). éd. Smithsonian. vol. 34, nº 4: pp. 75–189, 14 plates
- TR Soderstrom, RP Ellis. 1987. The position of bamboo genera and allies in a system of grass classification.
- TR Soderstrom, CE Calderón. 1971. Insect pollination in tropical rain forest grasses. Biotropica, 1-16 1971
- Some evolutionary trends in the Bambusoideae (Poaceae) TR Soderstrom, Annals of the Missouri Botanical Garden, 15-47 1981
- Morphological and anatomical considerations of the grass subfamily Bambusoideae based on the new genus Maclurolyra CE Calderón, TR Soderstrom, Smithsonian Contributions to Botany, 11, 1-55 1973
- A commentary on the bamboos (Poaceae: Bambusoideae) TR Soderstrom, CE Calderon Biotropica, 161-172 1979
- The genera of Bambusoideae (Poaceae) of the American continent: keys and comments CE Calderón, TR Soderstrom,  Smithsonian Institution Press, 1980
- Primitive forest grasses and evolution of the Bambusoideae TR Soderstrom, CE Calderón, Biotropica, 141-153 1974
- Distribution patterns of neotropical bamboos TR Soderstrom, EJ Judziewicz, LG Clark, Proceedings of a workshop on neotropical distribution patterns. Held, 12-16 1987
- Chromosome numbers of some Ceylon grasses FW Gould, TR Soderstrom, Canadian Journal of Botany, 52 (5), 1075-1090 1974
- Chromosome numbers of tropical American grasses FW Gould, TR Soderstrom,  American Journal of Botany, 676-683 1967
- Grass systematics and evolution: an international symposium held at the Smithsonian Institution, Washington, DC, July 27–31, 1986 TR Soderstrom, International Symposium on Grass Systematics and Evolution, Smithsonian 1987
- A revision of the genus Olyra and the new segregate genus Parodiolyra (Poaceae: Bambusoideae: Olyreae) TR Soderstrom, FO Zuloaga, Smithsonian contributions to botany 69, 1-79 1989
- Taxonomic study of subgenus Podosemum and section Epicampes of Muhlenbergia (Gramineae) TR Soderstrom Contrib. US Nat. Herb 34, 75-189 1967
- The woody bamboos (Poaceae: Bambuseae) of Sri Lanka: A morphological-anatomical study TR Soderstrom, RP Ellis, Smithsonian contributions to Botany 72, 1-75 1988
- Classification of the outlying species of new world Panicum (Poaceae: Paniceae) FO Zuloaga, TR Soderstrom, Smithsonian Contributions to Botany, 59, 1-63 1985
- A guide to collecting bamboos TR Soderstrom, SM Young, Annals of the Missouri Botanical Garden, 128-136 1983
- Morphological, Anatomical, and Taxonomic Studies in Anomochloa and Streptochaeta (Poaceae, Bambusoideae) EJ Judziewicz, TR Soderstrom, Smithsonian institution press, 1989
- Chromosome numbers of some Mexican and Colombian grasses FW Gould, TR Soderstrom Canadian Journal of Botany 48 (9), 1633-1639 1970
- Observations on a fire-adapted bamboo of the Brazilian cerrado, Actinocladum verticillatum (Poaceae: Bambusoideae) TR Soderstrom, American Journal of Botany, 1200-1211 1981
- Two new genera of Brazilian bamboos related to Guadua (Poaceae: Bambusoideae: Bambuseae) TR Soderstrom, X Londoño, American journal of botany, 27-39 1987